# مفتي محمود
مولانا مفتي محمود (بالبشتوية: مولانا مفتى محمود)، (1919 – 1980) كان عضوًا في المؤتمر الوطني الهندي، وأحد الأعضاء المؤسسين لجمعية علماء الإسلام في باكستان.

## نشأته
ولد في يناير 1919، في ديرا إسماعيل خان، تلقى تعليمه الديني من الجامعة القاسمية مدرسة شاه، مراد آباد، تخرج من دار العلوم ديوبند في 1365 هـ. وفي عام 1941 عمل مدرسًا، كان ناشطًا في المؤتمر الوطني الهندي، وشارك في حركة الاستقلال الهندية في الأربعينيات. وعارض فكرة تقسيم الهند وشن حملة ضد رابطة مسلمي عموم الهند المؤيدة للانفصال.

## في باكستان
عمل مدرسًا في مدرسة قسم العلوم في ملتان بالبنجاب في عام 1950. وشغل منصب المفتي، وأصدر ما لا يقل عن 25000 فتاوى في حياته. انتقد مفتي محمود تنظيم الأسرة في حكومة أيوب خان. شارك في انتخابات المجلس الوطني الباكستاني لأول مرة وهزم جميع خصومه في عام 1962. 
- في 8 يناير 1968 في دكا ثم في شرق باكستان كان مفتي محمود أحد القادة الرئيسيين لمجلس العمل المتحد الذي عارض نظام أيوب خان.
- في الانتخابات العامة لعام 1970 حقق المفتي محمود فوزًا ساحقًا على ذو الفقار علي بوتو في دائرة ديرا إسماعيل خان. [1]

بعد الانتخابات العامة في باكستان عام 1970، أصبح رئيسًا لجمعية علماء الإسلام التي أسسها شبير أحمد العثماني، وكون ائتلاف مع حزب عوامي الوطني وحزب الشعب الباكستاني لخوض الانتخابات العامة الباكستانية 1970.
في 1 مارس 1972 تم انتخابه رئيسا لوزراء مقاطعة خيبر باختونخوا خلال نظام ذو الفقار علي بوتو في باكستان، واستقال مع حكومته احتجاجًا على إقالة الحكومة الائتلافية في بلوشستان في 14 فبراير 1973.
- لعب مفتي محمود دورًا حيويًا في حركة خاتم النبوة في 1953 وفي 1974، وهي حركة دينية مناهضة لمعتقدات أتباع ميرزا غلام أحمد في باكستان، وقاد فريقًا من العلماء المسلمين الذين عملوا من أجل إعلان أن الأحمديين ليسوا بمسلمين في عام 1974.
- دعم الجهاد الأفغاني ضد الاتحاد السوفيتي عام 1979.

## وفاته
توفي في 14 أكتوبر 1980 في كراتشي عمر يناهز 61 عامًا، ودُفن في مسقط رأسه في ديرا إسماعيل خان، وخلفه نجله مولانا فضل الرحمن في رئاسة جمعية علماء الإسلام في باكستان.

## كتبه
- تفسير محمود، عبارة عن ترجمة وتعليق على القرآن، في 3 مجلدات
- فتاوى مفتي محمد، مجموع لفتاويه، في 11 مجلد.
- آذان السحر: مجموعة من خطبه ومقابلاته.
- خطبات محمود مجموعة من خطبه.